# Johanna Beisteiner
Johanna Beisteiner est une guitariste classique, chanteuse et arrangeuse autrichienne née à Wiener Neustadt le 20 février 1976,

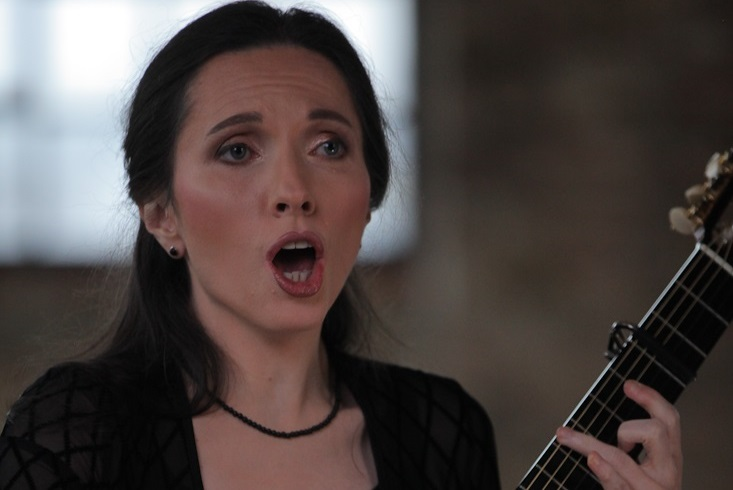
J. Beisteiner en tant que chanteuse, s'accompagnant à la guitare (2019)

## Biographie
Johanna Beisteiner prend ses premières leçons instrumentales à l'âge de neuf ans à l’École de musique Josef Matthias Hauer à Wiener Neustadt. En 1992, à l’âge de seulement 16 ans, elle commence à étudier à l’Académie de musique et des arts du spectacle de Vienne où elle reçoit un diplôme de guitare classique et passe son doctorat avec une thèse de doctorat intitulée Musique savante en patinage artistique, natation synchrone et gymnastique rythmique.
Johanna Beisteiner est active internationalement comme soliste à la guitare classique, son répertoire va de la Renaissance jusqu’à la musique contemporaine. Elle travaille, entre autres, avec les compositeurs Robert Gulya, Edouard Chafranski et Reuben Pace et représente plusieurs de leurs œuvres pour la première fois. Elle travaille aussi avec l'Orchestre Symphonique de Budapest, l'Orchestre Philharmonique de Malte, l’Orchestre Symphonique de Sotchi, la Philharmonie de chambre de Graz e l’Orchestre de Chambre de Budapest, des chefs d'orchestre de renommée internationale comme Béla Drahos et Oleg Soldatov et le danseur de tango argentin Rafael Ramirez. En plus de ses nombreux enregistrements pour le label discographique hongrois Gramy Records, elle enregistre aussi des bandes son de film.
En 2017, Beisteiner a été invitée par le Festival International de Musique Baroque de La Valette à donner des concerts au Théâtre Manoel ainsi qu'à Bibliothèque nationale de Malte,.
Dans le cadre des dernières années, Johanna Beisteiner interprète également des chansons artistiques (par exemple de Schubert ou Mozart) dans la technique du belcanto classique et s'accompagne de techniques de jeu spécialement développées,.
En octobre 2022, Beisteiner part en tournée aux États-Unis avec des performances à New York, Washington DC et Durham (Caroline du Nord),. Au cours de cette tournée de concerts, elle présente son spectacle solo Farkas in America au Forum culturel autrichien de New York and at the Théâtre PSI de Durham. Elle donne aussi un concert solo à l'Église de l'Épiphanie de Washington avec des chansons de Schubert et Mozart et des œuvres pour guitare solo de Pace et Albéniz.
Dans le cadre d'un cycle de la Maison Heinrich Heine à Paris en l'honneur d'Ingeborg Bachmann, Beisteiner a ouvert la série d'événements avec le programme solo musical et littéraire Ingeborg Bachmann & Paul Celan à l'occasion du 50ème anniversaire de la mort de Bachmann le 17 octobre 2023. En novembre 2023, elle effectue une tournée au Canada et aux États-Unis avec des performances au Théâtre Centrepointe à Ottawa, à la Bibliothèque publique d'Ottawa ainsi qu'au Théâtre PSI de Durham avec son programme solo Austrian Rarities (fr: Raretés autrichiennes) comprenant ses propres arrangements d'œuvres de Beethoven, Mozart et Schubert,,. Elle a également animé le Club de lecture de l'Union européenne sur la traduction anglaise d'un livre de Ludwig Drahosch.
Johanna Beisteiner joue d'une guitare classique de l’atelier du luthier espagnol Paulino Bernabe I.

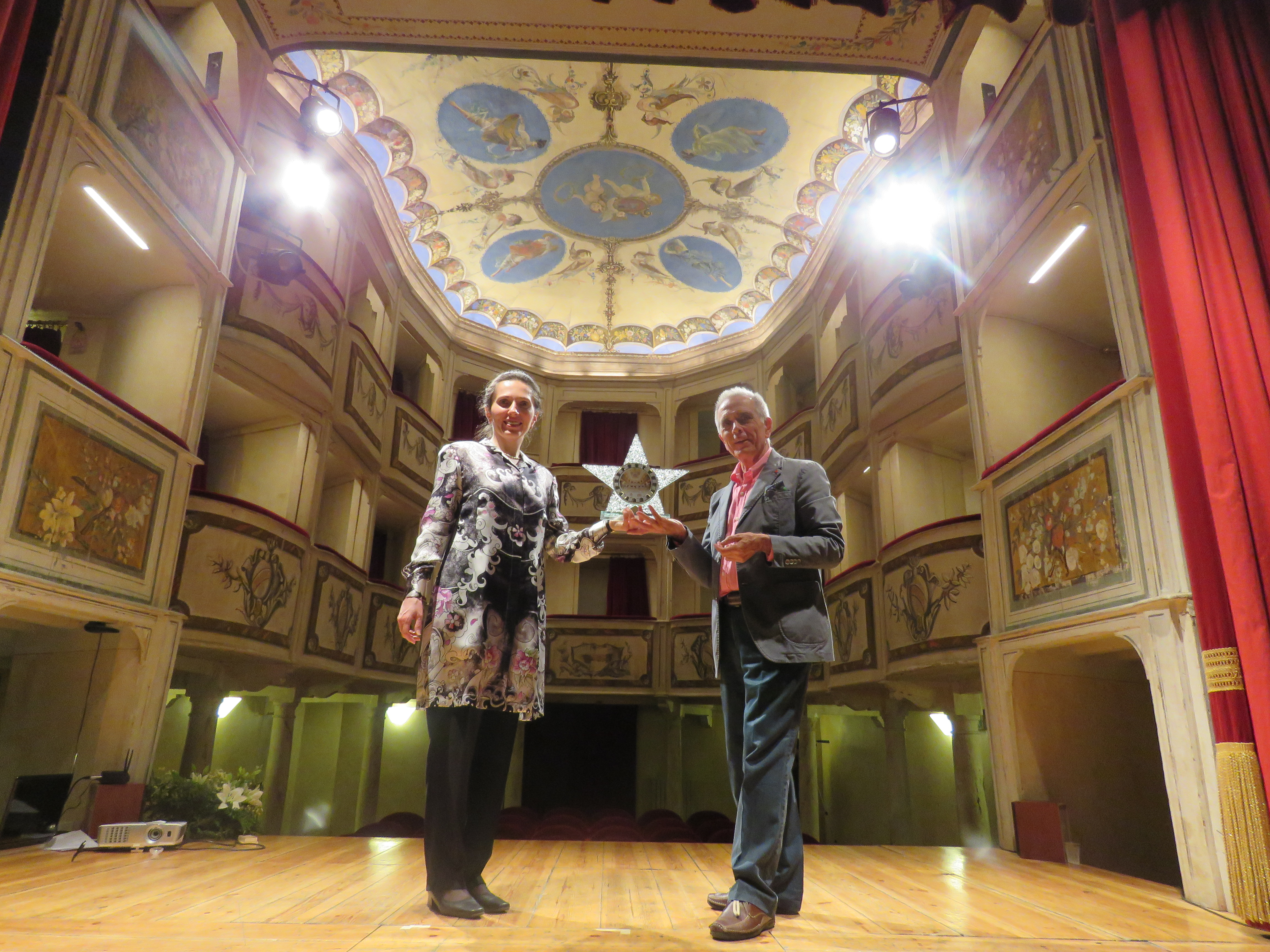
Johanna Beisteiner (gauche) reçoit le Premio Teatro della Concordia 2016 par Edoardo Brenci (Président de la Società del Teatro della Concordia, droite).

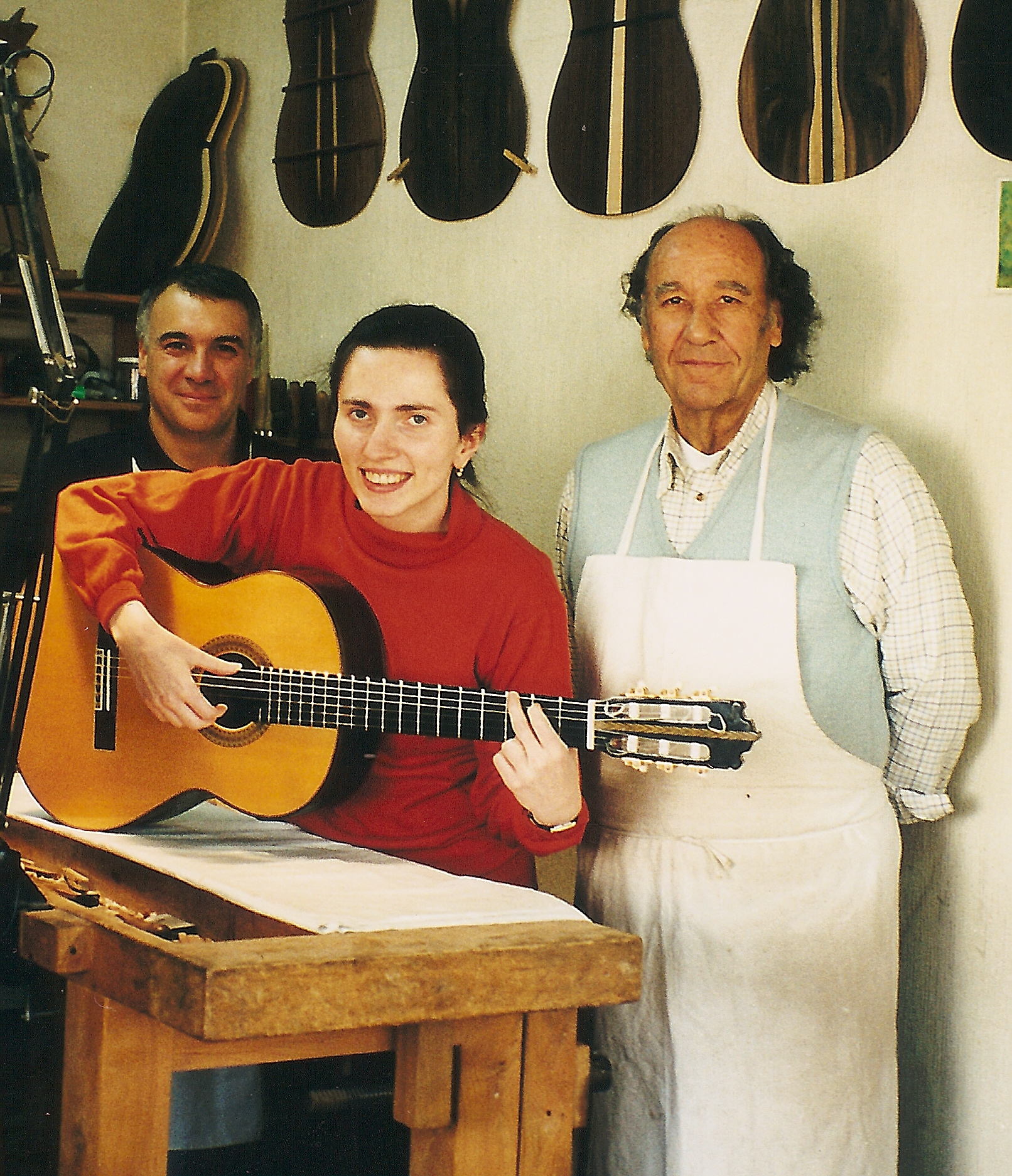
La guitariste autrichienne Johanna Beisteiner dans l’atelier des luthiers espagnols Paulino Bernabe I et II. Madrid (Espagne), Octobre 2000

## Récompenses et distinctions
- 2008: Coupe de cristal[4] 200 ans Teatro della Concordia[19] (Monte Castello di Vibio, Italie)
- 2011: Membre honoraire de l’association Amis du Château Hohenschönhausen à Berlin (Allemagne)[4].
- 2016: Premio Teatro della Concordia (Italie) pour la composition Fantaisie sur le ballet Don Quichotte de Minkus[20].

## Premières représentations mondiales

### Œuvres de Robert Gulya
- 2000: Fairy Dance (fr. Danse des fées) pour guitare seule
- 2006: Capriccio pour guitare et piano
- 2007: Night Sky Preludes (Préludes du ciel étoilé) pour guitare seule
- 2009: Concert pour guitare et orchestre. Exemple du premier mouvement joué en direct en 2009 à Budapest par Johanna Beisteiner et l’Orchestre Symphonique de Budapest sous la direction de Béla Drahos (Vidéo publié en 2010 par Gramy Records)
- 2009: Le Milonguero et la Muse (Tango), seconde version pour flûte, guitare et orchestre à cordes.Exemple de ce tango joué en direct en 2009 par Béla Drahos, Johanna Beisteiner et l’Orchestre symphonique de Budapest (vidéo publiée en 2010 par Gramy Records)
- 2010: Waltz (Valse) pour guitare seule

### Œuvres de Edouard Chafranski
- 2004: Requiem pour guitare seule
- 2007: Caravaggio oggi ou  Pensées sur une peinture de Caravage – La joueuse de luth. Exemple (Vidéo publié en 2010 par Gramy Records)
- 2007: Nuit à Grenade
- 2009:  Les quartiers vieux de l’Alanya
- 2009:  Les chants du ressac

### Œuvres de Reuben Pace
- 2017: Concertino pour guitare, clavecin et orchestre

## Discographie

### Disques compacts
- 2001 : Dance Fantasy
- 2002 : Salon
- 2004 : Between present and past
- 2007 : Virtuosi italiani della chitarra romantica
- 2012: Austrian Rhapsody
- 2016: Don Quijote

### DVD
- 2010 : Live in Budapest

### Bandes son
- 2005 : Truce[21]
- 2007 : S.O.S Love![22]

## Liens
- Site web de Johanna Beisteiner
- (en) Discographie de Johanna Beisteiner sur le site de Gramy Records
- (de) Biographie de Johanna Beisteiner sur le site de Kultur Tirol, 2011.
- (ru) Guitariste autrichienne première fois à Sotchi. (Rapport de television, 12-2013).
- (ru) Guitariste de niveau européen première fois à Sotchi. (Rapport de television, 12-2013).